# Vrása (přírodní památka)
Vrása je přírodní památka, vyhlášená v roce 1986. Geotop se nachází na katastrálním území sídla Hrad Osek, které je částí města Oseka v okrese Teplice. Chráněné území je ve správě Krajského úřadu Ústeckého kraje. V roce 2019 (v souvislosti se zvětšením území přírodní rezervace Vlčí důl) byla přírodní památka Vrása začleněna do jeho území, a přestala jako přírodní památka formálně existovat. 

## Předmět ochrany
Předmětem ochrany je horizontální vrása, vytvořená v parabole komplexu krušnohorských šedých rul na východním svahu Vlčí hory.

## Galerie

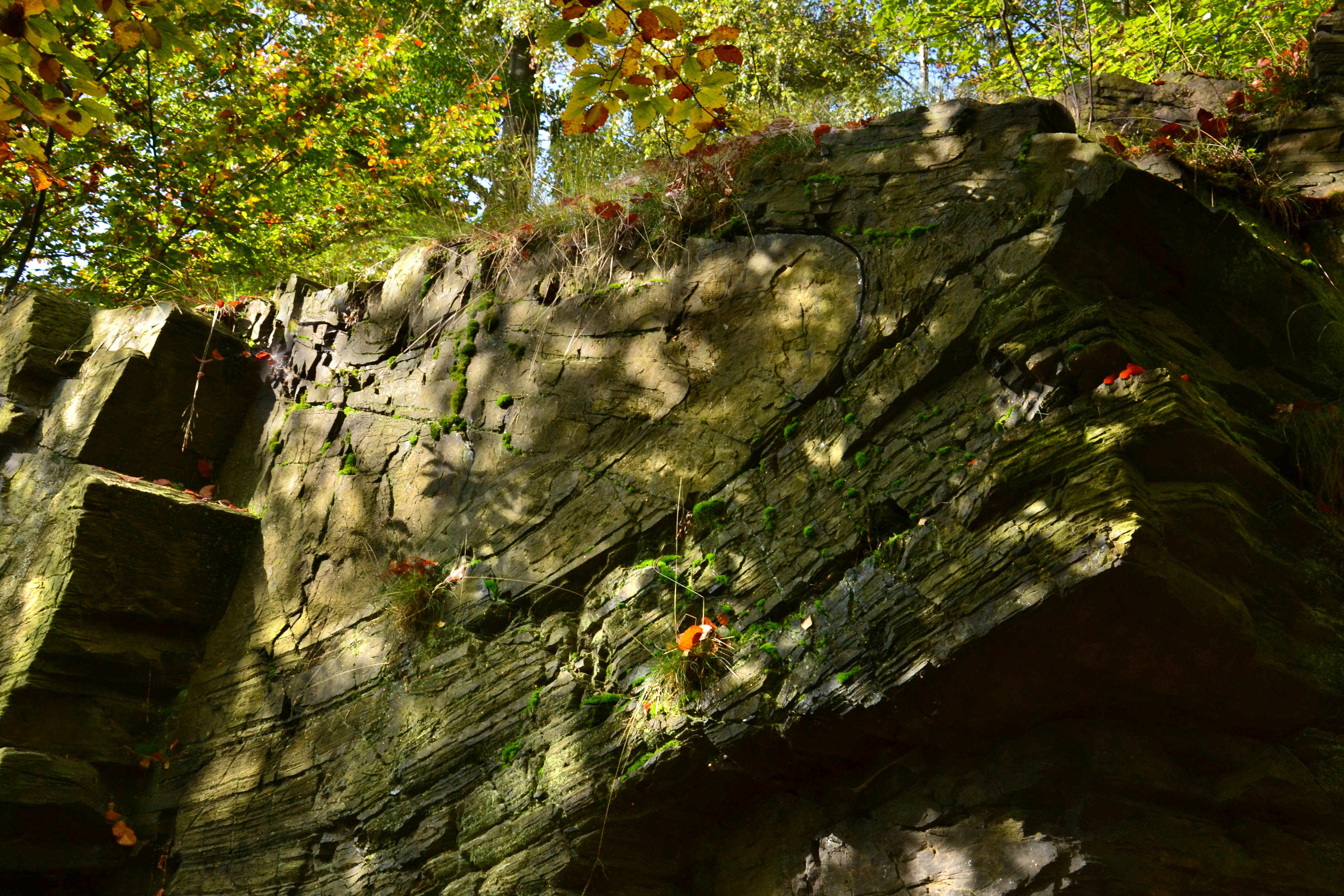
Zvrásněná hornina
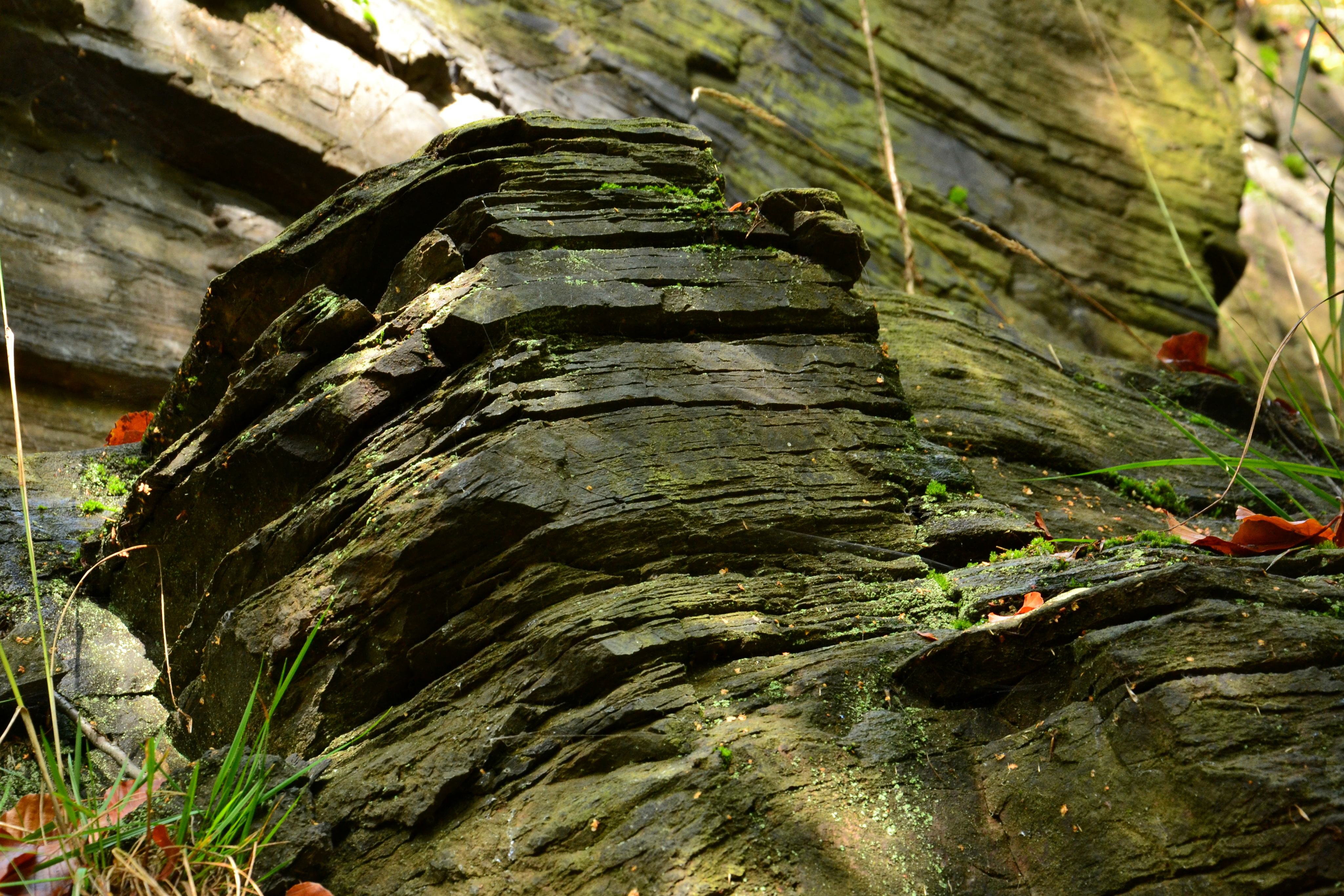
Detail horniny